# 多棘平鮋
多棘平鮋，為輻鰭魚綱鮋形目鮋亞目平鮋科的其中一種，為溫帶海水魚，分布於北太平洋白令海至加拿大夏洛特皇后群島海域，棲息深度0-740公尺，本魚體暗紅色具有灰色及橘色雜斑，胸鰭下緣白色，體長可達41公分，棲息在軟底質底層水域，卵胎生，生活習性不明。